# امامزاده سید ابراهیم لاهرود
امامزاده سید ابراهیم لاهرود در مرکز شهر لاهرود (میدان امامزاده) قراردارد، از آثار تاریخی آن شهر است و به‌جهت قرارگرفتن در مسیر گردشگری سبلان از اهمیت زیادی برخوردار می‌باشد.
این امامزاده یکی از نوادگان امام موسی کاظم است. مزار این امامزاده زائران زیادی از نقاط مختلف ایران برای زیارت این امامزاده به شهر لاهرود سفر می‌کنند.

## ساختمان
ساختمان قدیمی این امامزاده در سال ۱۳۷۷ تخریب و از نو ساخته شده‌است. این بنا تقریبأ به سبک معماری اسلامی است که دارای یک گنبد با پوشش فلزی و دو مناره می‌باشد.

## کاربردها
نماز جمعه شهر لاهرود و اکثر مراسم مهم این شهر نیز در صحن این امامزاده برگزار می‌شود.